# Albertinho Fortuna
Alberto Fortuna Vieira de Azevedo (Vila Nova de Gaia, 28 de outubro de 1922 — Niterói, 1 de julho de 1995) foi um cantor luso-brasileiro.
Veio para o Brasil aos seis meses de vida, sua família se fixando em Niterói. Residia no bairro Santa Rosa e estudava no Colégio Salesiano, destacando-se no coro da escola.
Quando tinha oito anos, convidado por um amigo da família, foi cantar na Rádio Mayrink Veiga e, conseguindo agradar ao público, para lá retornou várias vezes, já pedindo um cachê de dez mil réis.
Continuou seus estudos no Instituto de Humanidades, cujo diretor era Gomes Filho, conhecido jornalista e compositor, que estava inaugurando em Niterói a Rádio Sociedade do Rio de Janeiro, da qual era diretor. Albertinho foi um dos pioneiros da emissora, em 1936.
Nesse ano, Zezé Fonseca providenciou seu retorno para a Mayrink Veiga, pedindo a César Ladeira, diretor artístico da rádio, que o testasse. Albertinho foi aprovado e contratado por 400 mil réis mensais, recebendo também de Ladeira o slogan de O garoto que vale ouro. Um menino de treze anos, apresentou-se várias vezes junto de Carmen Miranda, a maior estrela da emissora.
Parou de cantar por dois anos devido à fase da mudança de voz, retornando, em 1938, na Rádio Tupi. Depois de uma temporada na mesma, foi para a Rádio Educadora do Brasil, convidado por Saint Clair Lopes e Luís Vassalo.
Em 1940, mudou-se para a Rádio Nacional, onde passou a fazer parte do Trio Melodia, criado para o lançamento do programa “Um milhão de melodias”, que começou a ser apresentado em 1943, ao lado de Nuno Roland e Paulo Tapajós. Pela qualidade de seus integrantes, o trio gravaria vários discos e acompanharia muitos dos melhores cantores da época.
Entretanto, Albertinho continuou sua carreira solo paralelamente e, em 1944, gravou o primeiro disco na Continental, acompanhado das Três Marias, com o samba Ai, que saudades da Amélia (Ataulfo Alves e Mário Lago). Sua segunda gravação, no ano seguinte, foi a valsa “Meu coração te fala”, de Pedro Raimundo, o qual o acompanhou no acordeão e uma declamação. Foi um grande sucesso. Também alcançou grande êxito no carnaval de 1947, com a Marcha dos gafanhotos (Eratóstenes Frazão e Roberto Martins).
Apesar disso, Albertinho é prestigiado principalmente como cantor romântico. Gravou muitas versões, entre as quais a do tango Mano a mano, de Carlos Gardel e E. Razzano, com versão de Flores Ghiaroni, em 1952. Em 1959, gravou o samba-canção Eu sei que vou te amar (Tom Jobim e Vinícius de Moraes).
Gravou ainda pelos selos Victor, Star, Carnaval e, majoritariamente, Continental, onde gravou seus elepês: “Tangos de ontem e hoje” (1956), “Albertinho Fortuna canta tangos inesquecíveis” (1957), “Tudo é amor” (1959), “Tangos inesquecíveis” (1960) e “Prelúdio” (1963).